# Lijst van gemeenten in het departement Haut-Rhin

Gemeenten in Haut-Rhin

Hieronder volgt een lijst van de 376 gemeenten (communes) in het Franse departement Haut-Rhin (Boven-Rijn, departement 68).

## A
Algolsheim
- Altenach
- Altkirch
- Ammerschwihr
- Ammerzwiller
- Andolsheim
- Appenwihr
- Artzenheim
- Aspach
- Aspach-le-Bas
- Aspach-le-Haut
- Attenschwiller
- Aubure

## B
Baldersheim
- Balgau
- Ballersdorf
- Balschwiller
- Baltzenheim
- Bantzenheim
- Bartenheim
- Battenheim
- Beblenheim
- Bellemagny
- Bendorf
- Bennwihr
- Berentzwiller
- Bergheim
- Bergholtz
- Bergholtzzell
- Bernwiller
- Berrwiller
- Bettendorf
- Bettlach
- Biederthal
- Biesheim
- Biltzheim
- Bischwihr
- Bisel
- Bitschwiller-lès-Thann
- Blodelsheim
- Blotzheim
- Bollwiller
- Le Bonhomme
- Bourbach-le-Bas
- Bourbach-le-Haut
- Bouxwiller
- Bréchaumont
- Breitenbach-Haut-Rhin
- Bretten
- Brinckheim
- Bruebach
- Brunstatt-Didenheim
- Buethwiller
- Buhl
- Burnhaupt-le-Bas
- Burnhaupt-le-Haut
- Buschwiller

## C
Carspach
- Cernay
- Chalampé
- Chavannes-sur-l'Étang
- Colmar
- Courtavon

## D
Dannemarie
- Dessenheim
- Diefmatten
- Dietwiller
- Dolleren
- Durlinsdorf
- Durmenach
- Durrenentzen

## E
Eglingen
- Eguisheim
- Elbach
- Emlingen
- Ensisheim
- Eschbach-au-Val
- Eschentzwiller
- Eteimbes

## F
Falkwiller
- Feldbach
- Feldkirch
- Fellering
- Ferrette
- Fessenheim
- Fislis
- Flaxlanden
- Folgensbourg
- Fortschwihr
- Franken
- Fréland
- Friesen
- Frœningen
- Fulleren

## G
Galfingue
- Geishouse
- Geispitzen
- Geiswasser
- Gildwiller
- Goldbach-Altenbach
- Gommersdorf
- Grentzingen
- Griesbach-au-Val
- Grussenheim
- Gueberschwihr
- Guebwiller
- Guémar
- Guevenatten
- Guewenheim
- Gundolsheim
- Gunsbach

## H
Habsheim
- Hagenbach
- Hagenthal-le-Bas
- Hagenthal-le-Haut
- Hartmannswiller
- Hattstatt
- Hausgauen
- Hecken
- Hégenheim
- Heidwiller
- Heimersdorf
- Heimsbrunn
- Heiteren
- Heiwiller
- Helfrantzkirch
- Henflingen
- Herrlisheim-près-Colmar
- Hésingue
- Hettenschlag
- Hindlingen
- Hirsingue
- Hirtzbach
- Hirtzfelden
- Hochstatt
- Hohrod
- Holtzwihr
- Hombourg
- Horbourg-Wihr
- Houssen
- Hunawihr
- Hundsbach
- Huningue
- Husseren-les-Châteaux
- Husseren-Wesserling

## I
Illfurth
- Illhaeusern
- Illzach
- Ingersheim
- Issenheim

## J
Jebsheim
- Jettingen
- Jungholtz

## K
Kappelen
- Katzenthal
- Kaysersberg
- Kembs
- Kientzheim
- Kiffis
- Kingersheim
- Kirchberg
- Knœringue
- Kœstlach
- Kœtzingue
- Kruth
- Kunheim

## L
Labaroche
- Landser
- Lapoutroie
- Largitzen
- Lautenbach
- Lautenbachzell
- Lauw
- Leimbach
- Levoncourt
- Leymen
- Liebenswiller
- Liebsdorf
- Lièpvre
- Ligsdorf
- Linsdorf
- Linthal
- Logelheim
- Lucelle
- Luemschwiller
- Valdieu-Lutran
- Luttenbach-près-Munster
- Lutter
- Lutterbach

## M
Magny
- Magstatt-le-Bas
- Magstatt-le-Haut
- Malmerspach
- Manspach
- Masevaux
- Mertzen
- Merxheim
- Metzeral
- Meyenheim
- Michelbach
- Michelbach-le-Bas
- Michelbach-le-Haut
- Mittelwihr
- Mittlach
- Mitzach
- Mœrnach
- Mollau
- Montreux-Jeune
- Montreux-Vieux
- Mooslargue
- Moosch
- Morschwiller-le-Bas
- Mortzwiller
- Muespach
- Muespach-le-Haut
- Muhlbach-sur-Munster
- Mulhouse
- Munchhouse
- Munster
- Muntzenheim
- Munwiller
- Murbach

## N
Nambsheim
- Neuf-Brisach
- Neuwiller
- Niederbruck
- Niederentzen
- Niederhergheim
- Niedermorschwihr
- Niffer

## O
Oberbruck
- Oberdorf
- Oberentzen
- Oberhergheim
- Oberlarg
- Obermorschwihr
- Obermorschwiller
- Obersaasheim
- Oderen
- Oltingue
- Orbey
- Orschwihr
- Osenbach
- Ostheim
- Ottmarsheim

## P
Petit-Landau
- Pfaffenheim
- Pfastatt
- Pfetterhouse
- Pulversheim

## R
Raedersdorf
- Raedersheim
- Rammersmatt
- Ranspach
- Ranspach-le-Bas
- Ranspach-le-Haut
- Rantzwiller
- Réguisheim
- Reiningue
- Retzwiller
- Ribeauvillé
- Richwiller
- Riedisheim
- Riedwihr
- Riespach
- Rimbach-près-Guebwiller
- Rimbach-près-Masevaux
- Rimbachzell
- Riquewihr
- Rixheim
- Roderen
- Rodern
- Roggenhouse
- Romagny
- Rombach-le-Franc
- Roppentzwiller
- Rorschwihr
- Rosenau
- Rouffach
- Ruederbach
- Ruelisheim
- Rustenhart
- Rumersheim-le-Haut

## S
Saint-Amarin
- Saint-Bernard
- Saint-Cosme
- Sainte-Croix-aux-Mines
- Sainte-Croix-en-Plaine
- Saint-Hippolyte
- Saint-Louis
- Sainte-Marie-aux-Mines
- Saint-Ulrich
- Sausheim
- Schlierbach
- Schweighouse-Thann
- Schwoben
- Sentheim
- Seppois-le-Bas
- Seppois-le-Haut
- Sewen
- Sickert
- Sierentz
- Sigolsheim
- Sondernach
- Sondersdorf
- Soppe-le-Bas
- Soppe-le-Haut
- Soultz-Haut-Rhin
- Soultzbach-les-Bains
- Soultzeren
- Soultzmatt
- Spechbach-le-Bas
- Spechbach-le-Haut
- Staffelfelden
- Steinbach
- Steinbrunn-le-Bas
- Steinbrunn-le-Haut
- Steinsoultz
- Sternenberg
- Stetten
- Storckensohn
- Stosswihr
- Strueth
- Sundhoffen

## T
Tagolsheim
- Tagsdorf
- Thann
- Thannenkirch
- Traubach-le-Bas
- Traubach-le-Haut
- Turckheim

## U
Ueberstrass
- Uffheim
- Uffholtz
- Ungersheim
- Urbès
- Urschenheim

## V
Valdieu-Lutran
- Vieux-Ferrette
- Vieux-Thann
- Village-Neuf
- Vœgtlinshoffen
- Vogelgrun
- Volgelsheim

## W
Wahlbach
- Walbach
- Waldighofen
- Walheim
- Waltenheim
- Wasserbourg
- Wattwiller
- Weckolsheim
- Wegscheid
- Wentzwiller
- Werentzhouse
- Westhalten
- Wettolsheim
- Wickerschwihr
- Widensolen
- Wihr-au-Val
- Wildenstein
- Willer
- Willer-sur-Thur
- Winkel
- Wintzenheim
- Wittelsheim
- Wittenheim
- Wittersdorf
- Wolfersdorf
- Wolfgantzen
- Wolschwiller
- Wuenheim

## Z
Zaessingue
- Zellenberg
- Zillisheim
- Zimmerbach
- Zimmersheim